# Mostacillastrum stenophyllum
Mostacillastrum stenophyllum är en korsblommig växtart som först beskrevs av John Gillies, William Jackson Hooker och George Arnott Walker Arnott, och fick sitt nu gällande namn av Otto Eugen Schulz. Mostacillastrum stenophyllum ingår i släktet Mostacillastrum och familjen korsblommiga växter. Inga underarter finns listade i Catalogue of Life.